# 磐梯高原

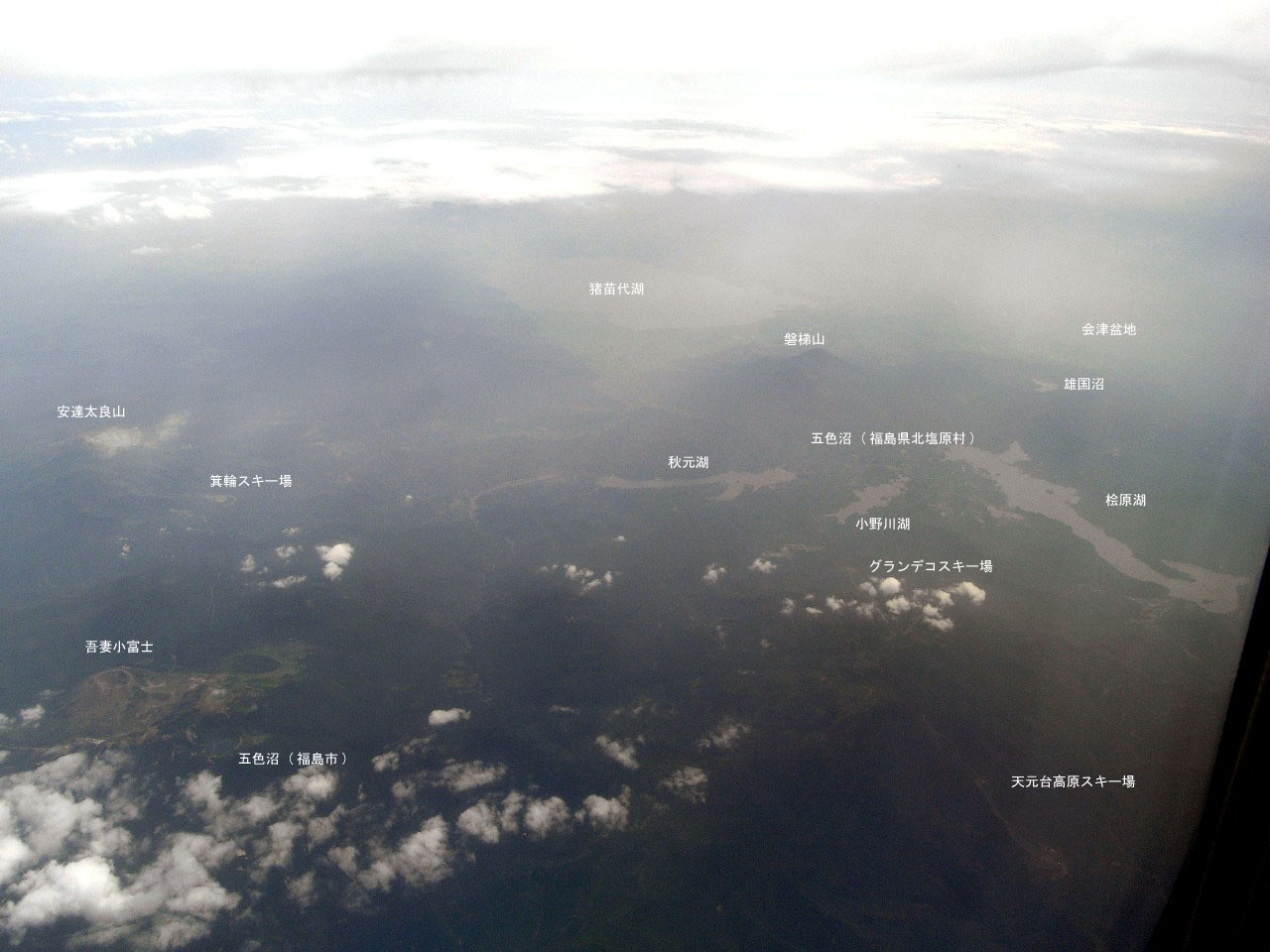
磐梯高原空撮画像、2007年8月26日撮影

磐梯高原（ばんだいこうげん）は、裏磐梯または裏磐梯高原とも呼ばれ、福島県北部にある磐梯山、安達太良山、吾妻山に囲まれた標高800メートル程度の高原状の地域をいう。磐梯朝日国立公園に属する。

## 概要
磐梯山・吾妻山・安達太良山などの火山群は、非常に地形の変化に富んでおり、対して桧原湖・五色沼に代表される湖沼群はその総数200 - 300ともいわれ、その水質や沈殿物、あるいは生育する植物の違いにより色を変え、ひっそりと森の中にたたずんでいる様は、会津地方はもちろん福島県を代表するリゾート地として充分な魅力である。また有料道路・遊歩道も整備され、新緑や紅葉の季節はもちろん夏は避暑地として、冬はスキー場、桧原湖のワカサギ釣りなど四季を問わず楽しめ、ホテル、ペンション、民宿など宿泊施設も整っている。

## 歴史
猪苗代湖がある磐梯山南側の表磐梯に対して、北側にあたる旧・檜原（ひばら）村（現・北塩原村）一帯は裏磐梯とよばれていた。1888年（明治21年）7月15日の磐梯山噴火時に発生した小磐梯の山体崩壊により、裏磐梯側に12 - 15億立方メートルともいわれる岩屑なだれ（がんせつなだれ）が起き、長瀬川とその支流中津川・小野川・檜原川などを埋めて誕生し、また桧原湖・小野川湖・秋元湖や五色沼などを作っている。
同時にこの山体崩壊は秋元、細野、雄子沢（おしざわ）など5村11集落を呑み込み、さらに同年末には米沢街道の区間だった旧・檜原本村も水没し、死者・行方不明者数は477人にのぼるなど甚大な被害を残した。その後しばらく数十年は荒涼とした原野のままであったが、遠藤現夢（遠藤十次郎）・宮森太左衛門・斎藤丹之丞・中村弥六らはここに犠牲者の供養をするとともに、1,340ヘクタールに及ぶアカマツやスギ、ウルシなど10万本の植林をすすめ、現在の緑豊かな高原として生まれ変わった。
そして戦後、観光開発に伴い磐梯高原と呼ばれるようになり、1950年（昭和25年）に一帯は周辺の火山とともに磐梯朝日国立公園に指定された。山岳道路等はそれ以降相次いで整備されたものである。1989年（平成元年）、磐梯高原と雄国沼は「日本の秘境100選」に選ばれている。

## 四季の自然
広い林と数々の湖を擁する磐梯高原は、四季を通じて自然愛好者の人気を集めている。春・秋の森の散策、夏の湖上カヌー遊びや湖畔キャンプ、冬のスノーシュー・トレッキングや歩くスキー、ワカサギの釣りなどが行われている。

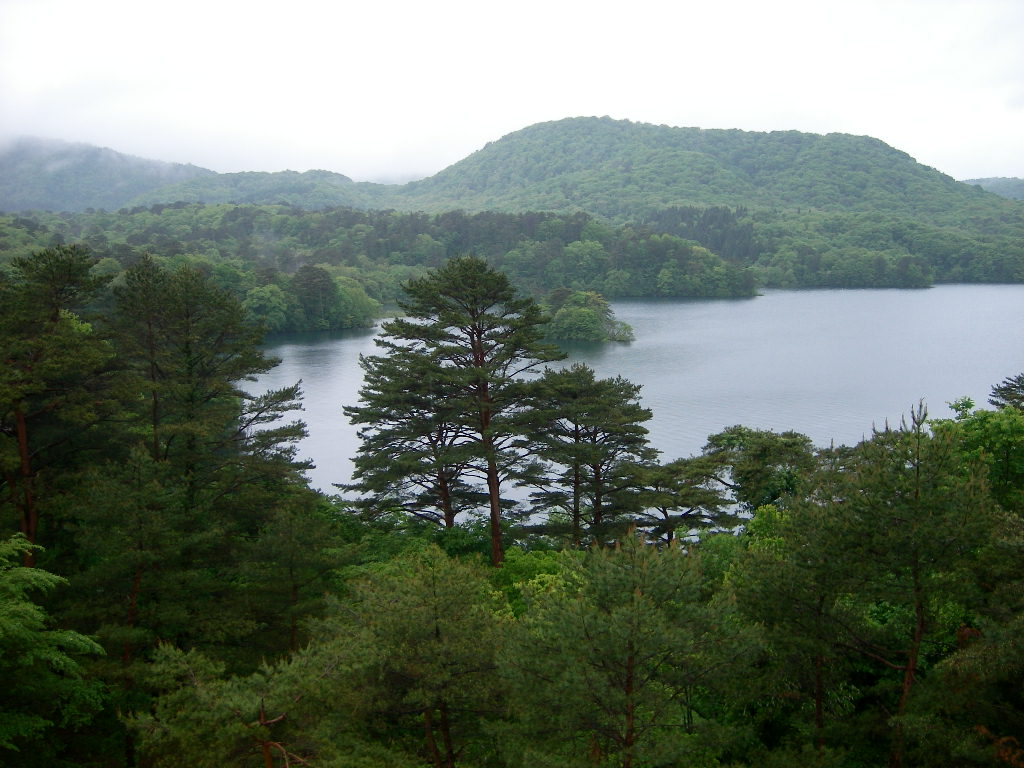
春の桧原湖
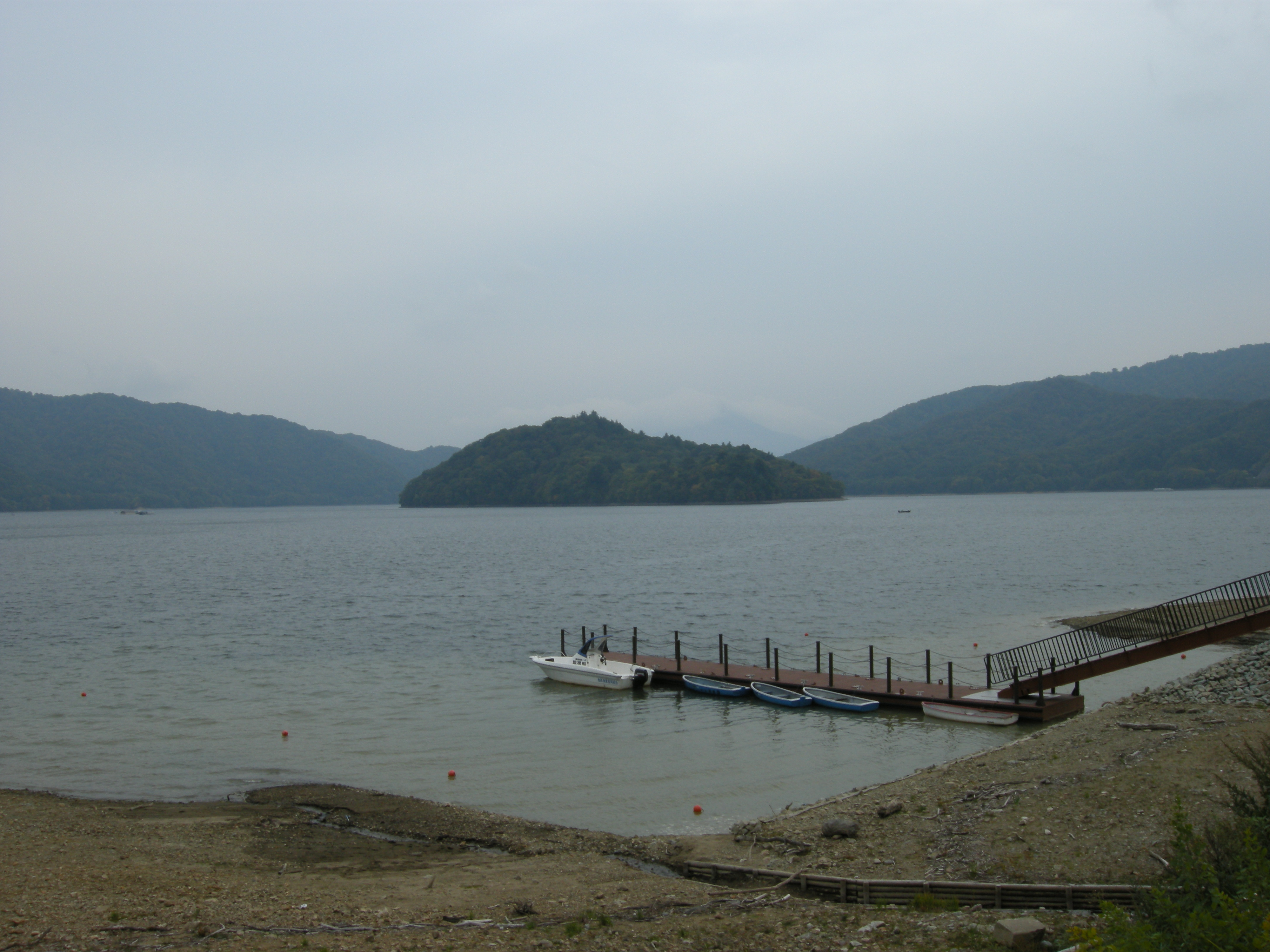
夏の桧原湖
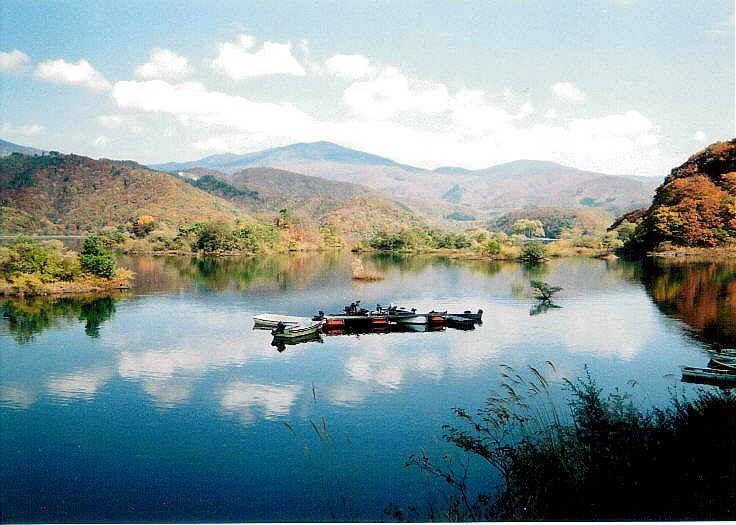
秋の秋元湖
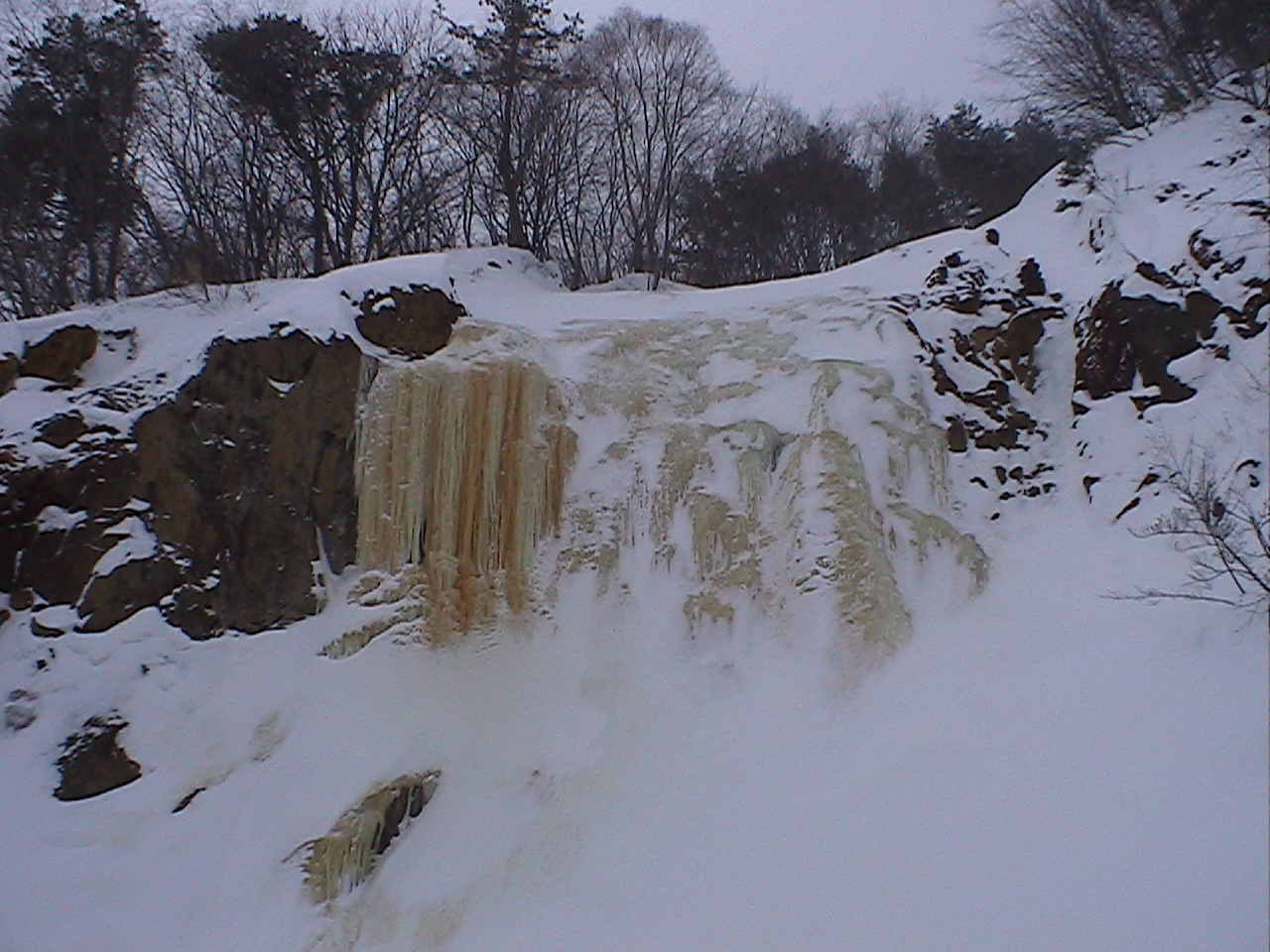
冬の雪原トレッキングで（銅沼付近）
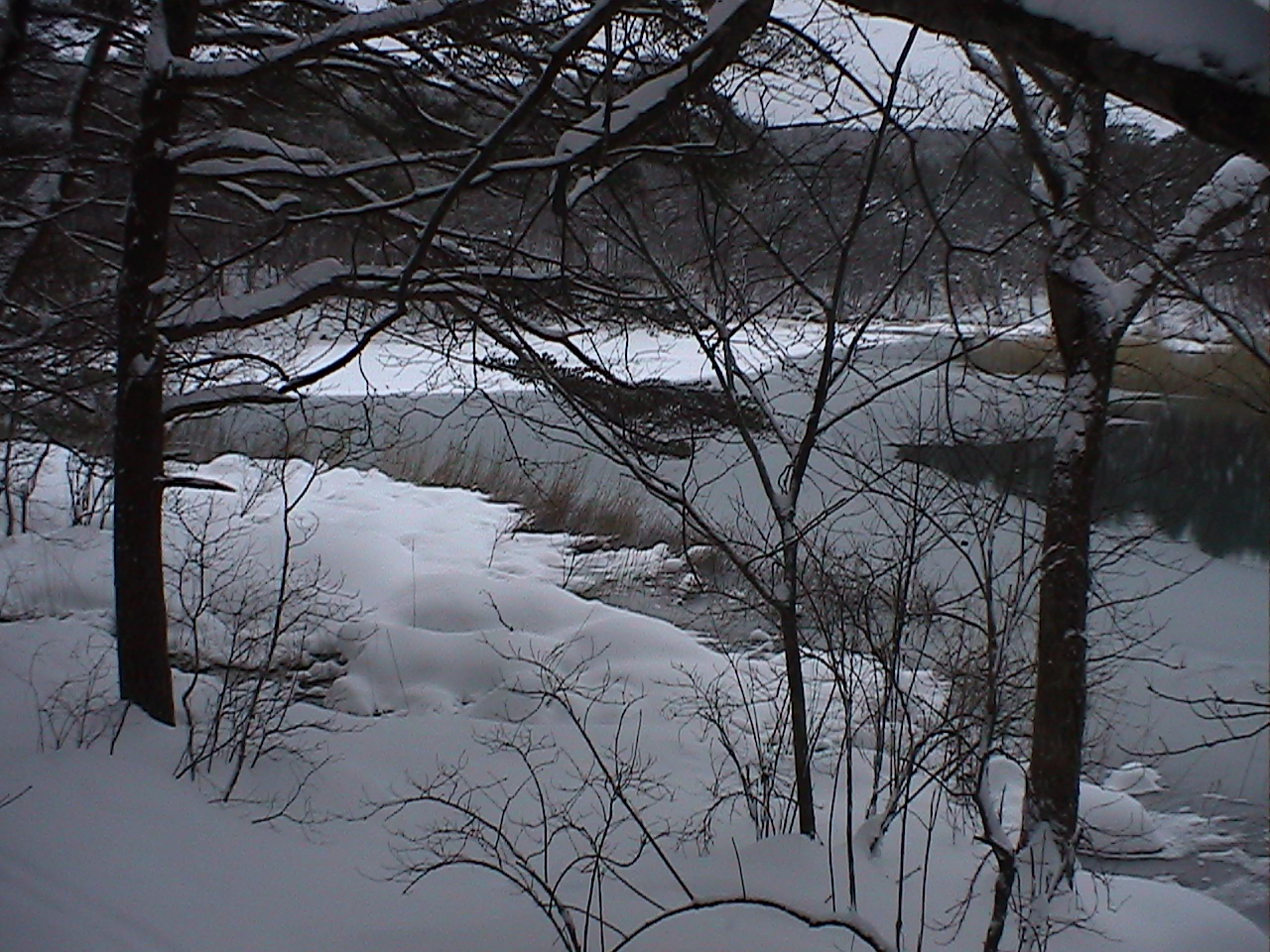
冬の雪原トレッキングで（赤沼付近）

## 交通
- E49 磐越道 猪苗代磐梯高原IC（猪苗代口）
- JR東日本 磐越西線 猪苗代駅、東北新幹線 郡山駅より約40分
- JR東日本 磐越西線 猪苗代駅、喜多方駅より会津バス連絡あり[注釈 1]

### 山岳道路など
磐梯高原に入るには上記の交通機関のほか、国道115号の猪苗代口、福島市土湯温泉口あるいは国道459号の耶麻郡北塩原口（喜多方口）があるが、山岳道路も非常に充実している（冬期間通行止めの路線あり）。
- 磐梯吾妻スカイライン（磐梯吾妻道路）は、福島市の高湯温泉と国道115号旧道の土湯峠を結ぶ28.8キロの福島県が管理する元有料道路（2013年無料開放）。1960年（昭和35年）11月5日開通、火山群の荒々しい景色を縫うように走り、浄土平からは一切経山（いっさいきょうざん）・吾妻小富士への登山道がある。また立ち入り禁止の区域は、火山ガスが発生しているため立ち入りは厳禁であり、同様の理由で道路にも駐車できない箇所があるので、窓を閉めて進むのが望ましい。
- 磐梯吾妻レークライン（第二磐梯吾妻道路）は、国道115号の高森地区から入り小野川湖畔に至る13.1キロの福島県が管理する元有料道路（2013年無料開放）。1972年（昭和47年）10月20日開通。安達太良展望台を越え、大倉川に沿って進むと、秋元湖・中津川が見えてくるが特に紅葉の中津川渓谷は絶景、やがて荒々しい磐梯山の噴火口が一望できる。
- 磐梯山ゴールドライン（磐梯山有料道路）は、磐梯町源橋（げんばし）から猫魔（ねこま）八方台を経由し桧原湖方面を結ぶ17.6キロ福島県が管理する元有料道路（2013年無料開放）。1973年（昭和48年）4月20日開通。表磐梯側は猪苗代湖が一望でき、最高地点の猫魔八方台からは磐梯山や雄国沼への登山道がある。裏側の「こがね平駐車場」からは1888年の噴火口を間近に望むことができ、さらに下ると桧原湖が見え隠れするようになる。
- 西吾妻スカイバレーライン（西吾妻道路）は、山形県米沢市白布温泉（しらぶおんせん）と桧原湖北東部の早稲沢を結ぶ17.8キロの道路。1973年（昭和48年）7月1日開通。最上川源流の原生林を縫い、白布峠に出ると磐梯山・桧原湖の眺めがよく飯豊山も遠くに望むことができる。
- 母成グリーンライン（高森熱海道路）は、郡山市熱海町石筵（いしむしろ）地区と猪苗代町中ノ沢温泉を結ぶ10.6キロの道路。1976年（昭和51年）9月1日開通。左右に牧草地が広がり母成峠は戊辰戦争の激戦地でもあり、記念碑がひっそりと立っている。（→母成峠の戦い）

## 周辺の観光ポイント
- 五色沼
- 桧原湖
- 秋元湖
- 雄国沼
- 曽原湖
- 磐梯山噴火記念館
- 諸橋近代美術館
- 桧原湖のワカサギ釣り
  - 裏磐梯クロスカントリースキー場
  - グランデコスノーリゾート
  - 裏磐梯スキー場
  - 裏磐梯猫魔スキー場
  - 沼尻スキー場
  - 箕輪スキー場
- 道の駅裏磐梯
  - 大塩裏磐梯温泉
  - 五色沼温泉
  - 桧原温泉
  - 早稲沢温泉
  - 中ノ沢温泉
  - 沼尻温泉
  - 裏磐梯川上温泉
  - 横向温泉